# Naturschutzgebiet Krutscheid
Das Naturschutzgebiet Krutscheid liegt im Westen der bergischen Großstadt Wuppertal nördlich der ehemaligen Ortslage Krutscheid. Teile des Gebiets wurden erstmals 1937 durch Rechtsverordnung unter Schutz gestellt, 1984 wurde es erweitert und steht seit 2005 in der heutigen Ausdehnung durch rechtskräftigen Landschaftsplan unter Schutz.
Das NSG Krutscheid ist knapp elf Hektar groß und befindet sich im Vohwinkler Wohnquartier Osterholz. Es ist heute fast vollständig von bebauten Gebieten (wie dem Gewerbegebiet Simonshöfchen im Westen) umgeben, im Nordwesten schließt sich der Wald Osterholz an.

## Beschreibung
Das Gebiet teilt sich in ein südlich gelegenes, hügeliges Waldgebiet mit Dolinen und das eher offene Quelltälchen des Simonshofer Bachs, eines Zuflusses des Krutscheider Bachs, mit einer Obstwiese im Norden. Das Fachinformationssystem des Landesamtes für Natur, Umwelt und Verbraucherschutz beschreibt die beiden Flächen wie folgt:

„Südteil: Die Waldfläche in dem welligen und teilweise durch Trichtereinbrüche stark reliefierten Dolinengelände ist unterschiedlich strukturiert. Es überwiegen sekundäre Eschen-Mischwälder, nur randlich sind noch die hier typischen Buchen- und Buchen-Mischwälder mit tlw. beachtlichen Alt- und Totholzanteilen erhalten geblieben. Hier ist auch der FFH-Lebensraumtyp Waldmeister-Buchenwald ausgeprägt. Die Waldbodenflora enthält noch zahlreiche kalkbuchenwaldtypische Arten wie z.B. Sanikel und Wald-Bingelkraut. Kleinflächig sind unterschiedlich zusammengesetzte Laubmischwälder ausgebildet, z.B. mit dominierender Hainbuche, im westlichen Bereich stocken kleinere Bestände mit nichtheimischen Robinien. Kleinflächig sind niederwaldartige Bestände ausgeprägt. Die teilweise inmitten der Waldflächen hoch aufragenden Kalkfelsen sind infolge der schattigen Lage moosreich und weisen tlw. typische Farnvegetation mit Braunstieligem Streifenfarn auf.“

„Nordteil:Das Gebiet wird überwiegend von einer gut gepflegten Obstwiese mit größtenteils mittelalten, hochstämmigen Apfelbäumen eingenommen, hinzu kommen einige halb- und niederstämmige Obstbäume. Abgängige Bäume wurden durch Nachpflanzungen ersetzt. Nördlich der Obstwiese schließen sich auf einer Böschung Haselgebüsch, Gehölzstreifen aus Eschen sowie ein Waldrand aus Hainbuche und Stechpalme an und grenzen die Obstwiese von dem hier in Ost-West-Richtung verlaufenden Tälchen des Simonshofer Baches ab. Im Bereich des Baches wurden drei Kleingewässer angelegt, die tlw. stark verlandet sind.(…) Der nach Norden abknickende Verlauf des Simonshofer Bach ist durch den ca. 2 m tiefen Einschnitt auch im angrenzenden Wald noch gut zu verfolgen. Im laubgefüllten, lehmigen Bachbett verläuft ein ca. 0,5 m breites Rinnsal. Westlich hiervon befinden sich ein Feldgehölz mit sehr starkem Buchen-Altholz sowie mit Eichen und Hainbuchen.(…)“

Der Landschaftsplan der Stadt Wuppertal (2005) begründet seine Schutzausweisung durch die hohe strukturelle und biologische Vielfalt im Naturschutzgebiet: Bedeutsam ist die Kalkbuchenwaldflora (als Relikt der ursprünglichen Vegetation auf Kalkstandorten) und die Feuchtwiesenvegetation. 37 Vogelarten, 6 Kleinsäugerarten, 7 Amphibien- und Reptilienarten und zahlreiche Insektenarten (darunter eine hohe Zahl lokal seltener Arten und mehrere Arten der Roten Liste, u. a.: Sperber, Dorngrasmücke, Fadenmolch, Bergmolch, Teichmolch, Grasfrosch, Steinkauz, Grünspecht, Baumfalke) wurden durch Untersuchungen nachgewiesen.

## Schutzziele
Die Schutzausweisung erfolgt
- zur „Erhaltung und Entwicklung des vorhandenen Biotopkomplexes als Refugial- und Regenerationsraum für an Kalkbuchenwälder, Obstwiesen und Feuchtstandorte gebundene Tier- und Pflanzenarten“,
- zum „Erhalt und Entwicklung des Strukturreichtums des Waldkomplexes aus Altholzbeständen mit hohem Tot- und Altholzanteil, reicher Kraut- und Strauchschicht und lichten Niederwaldbeständen“,
- zur „Entwicklung der ehemals vorhandenen kleinklimatisch begünstigten, buchtigen Waldsaumbiotope mit Trockenrasenstrukturen am Südwestrand der Fläche“.[1][4]

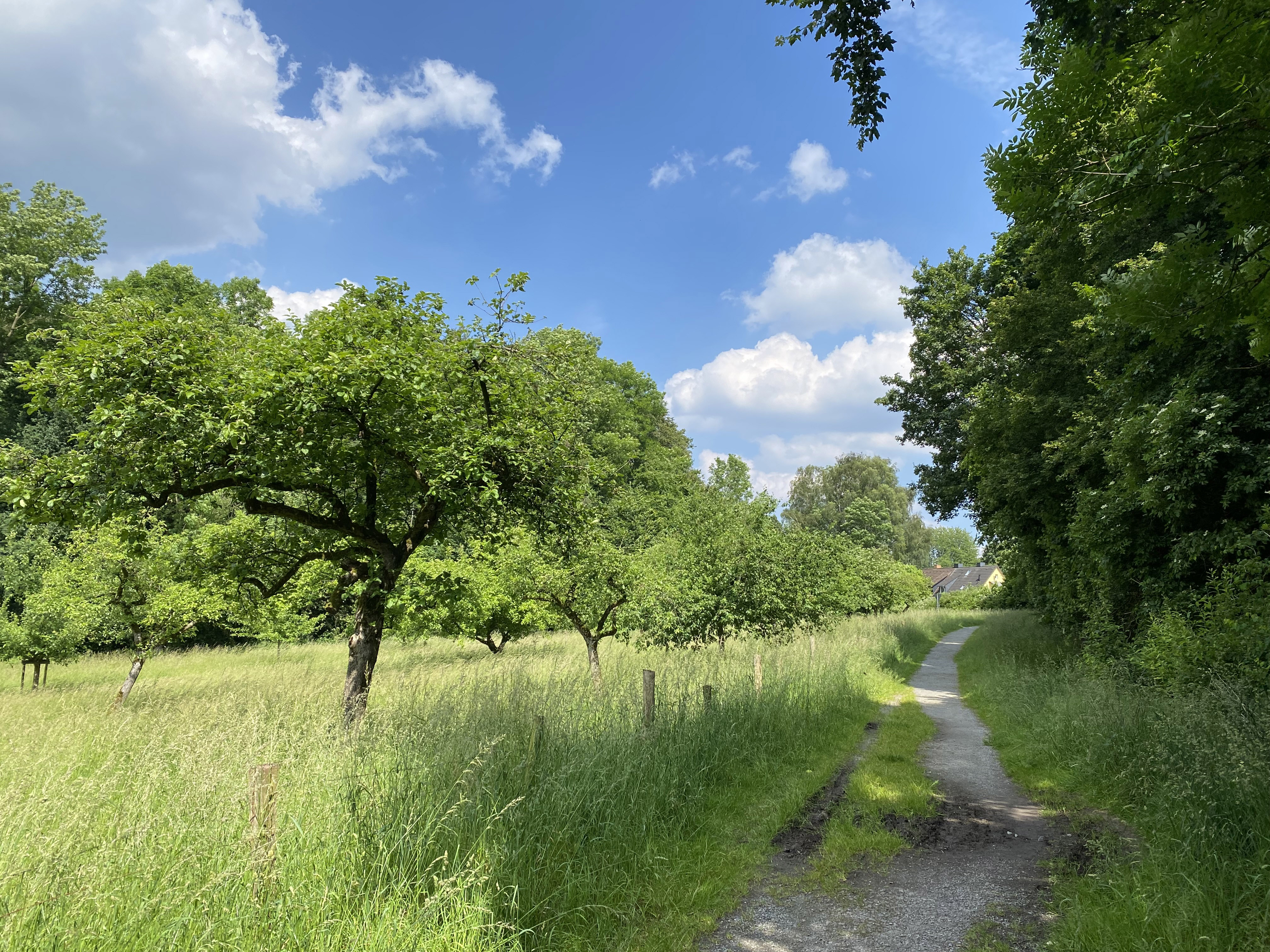
Große Streuobstwiese (Nordteil NSG)
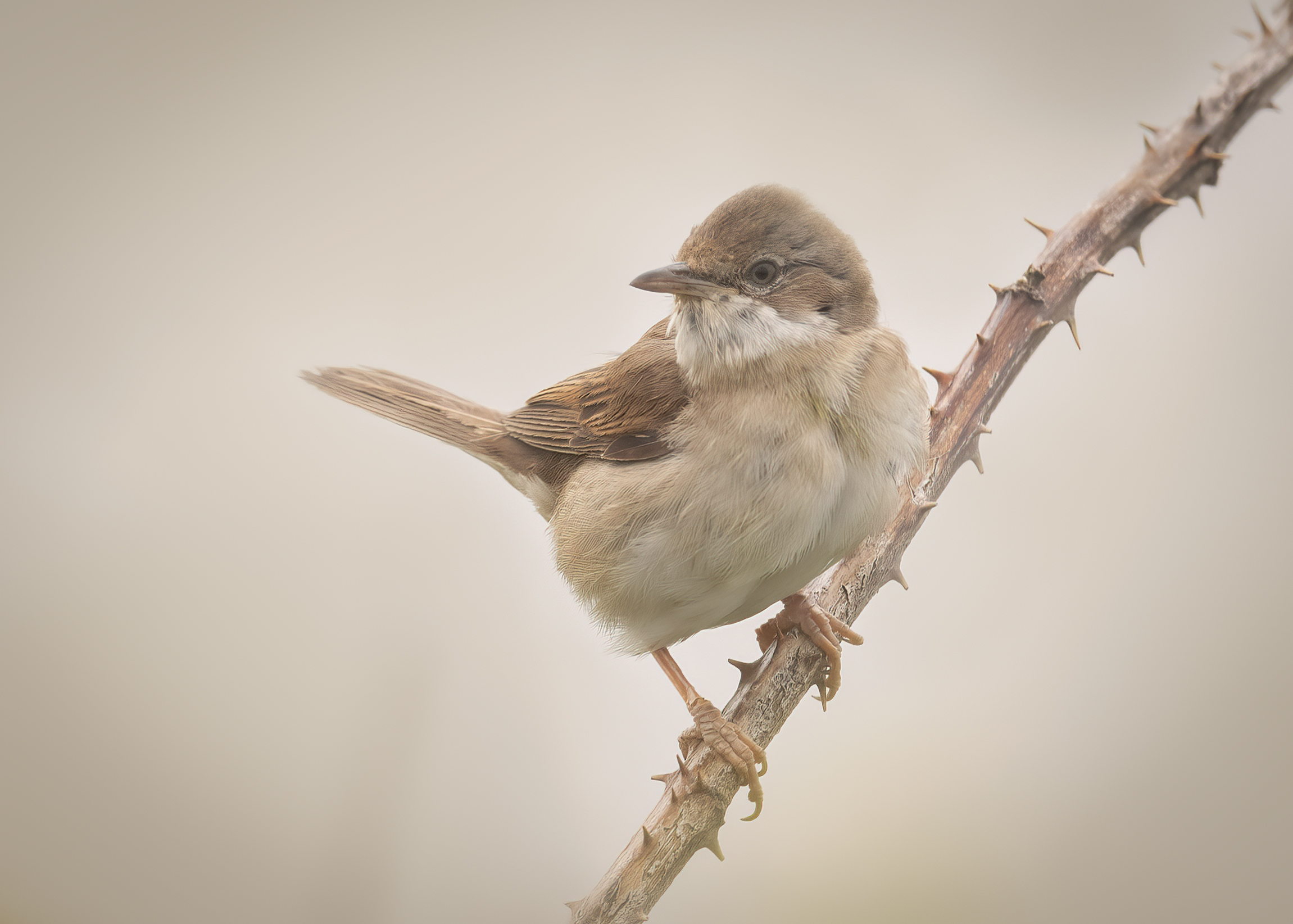
Dorngrasmücke – liebt offene Landschaft mit Dornengebüsch
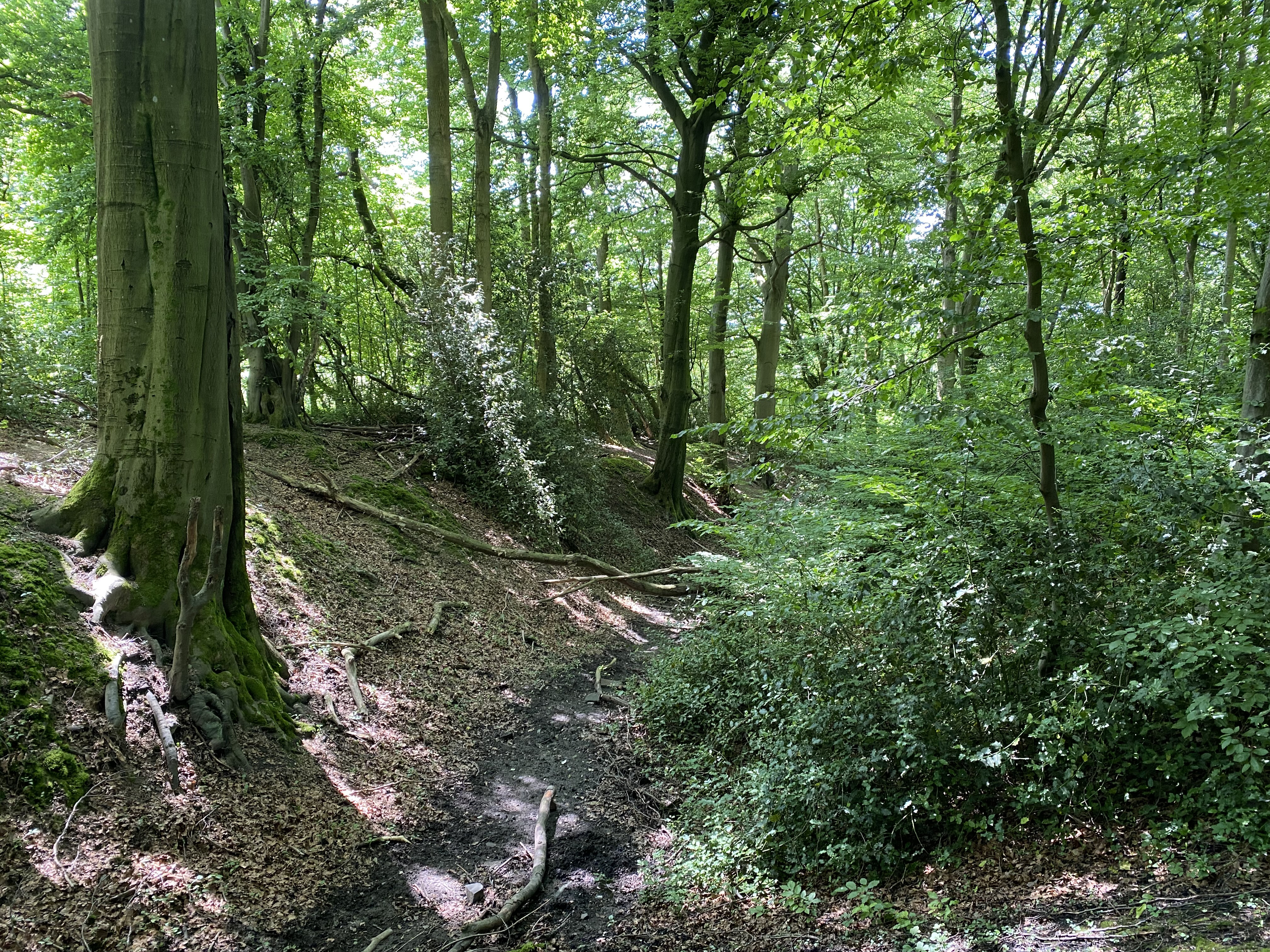
Oberes Simonshofer Bachtal (Nordteil NSG)
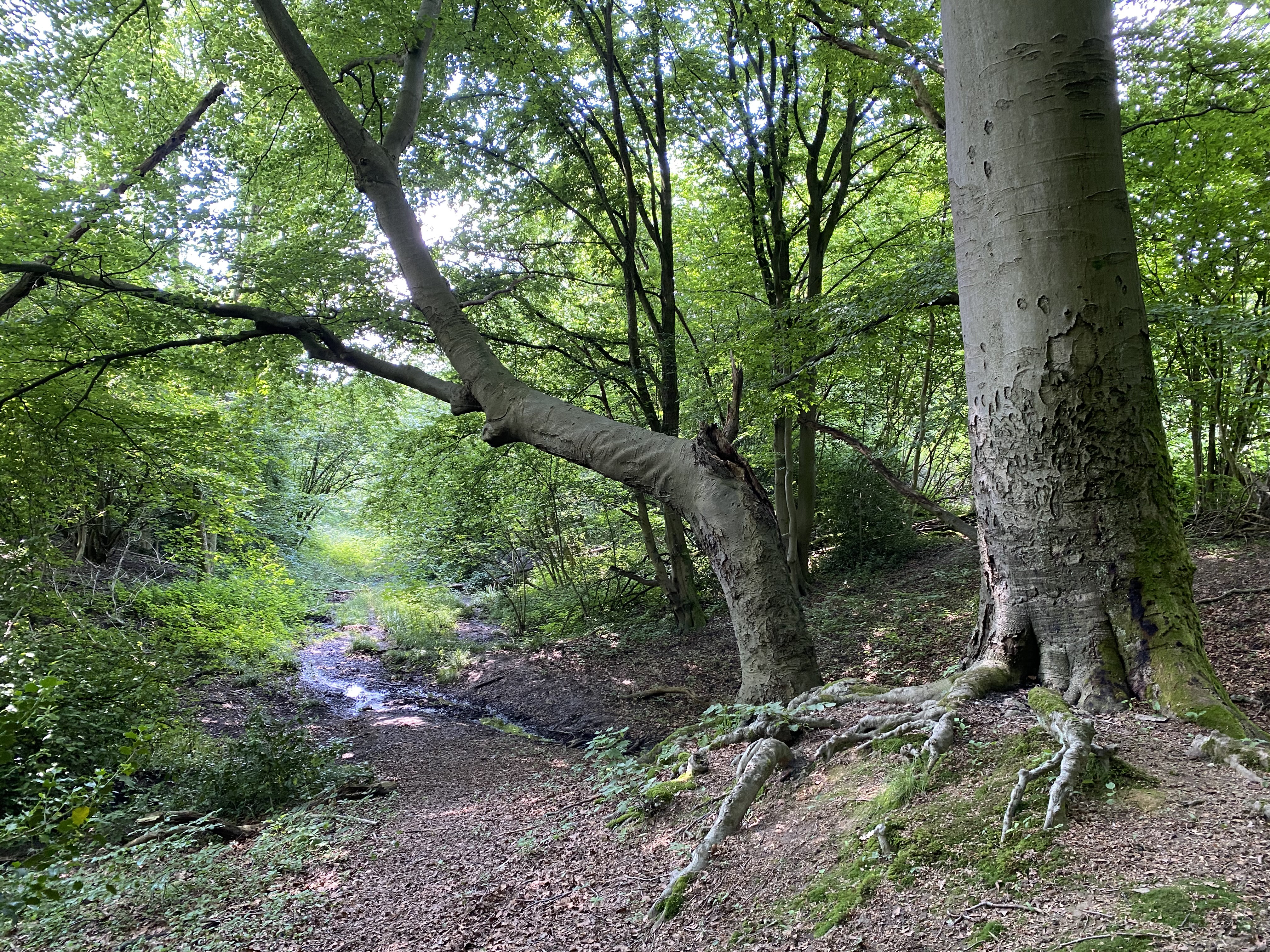
Oberes Simonshofer Bachtal (Nordteil NSG)
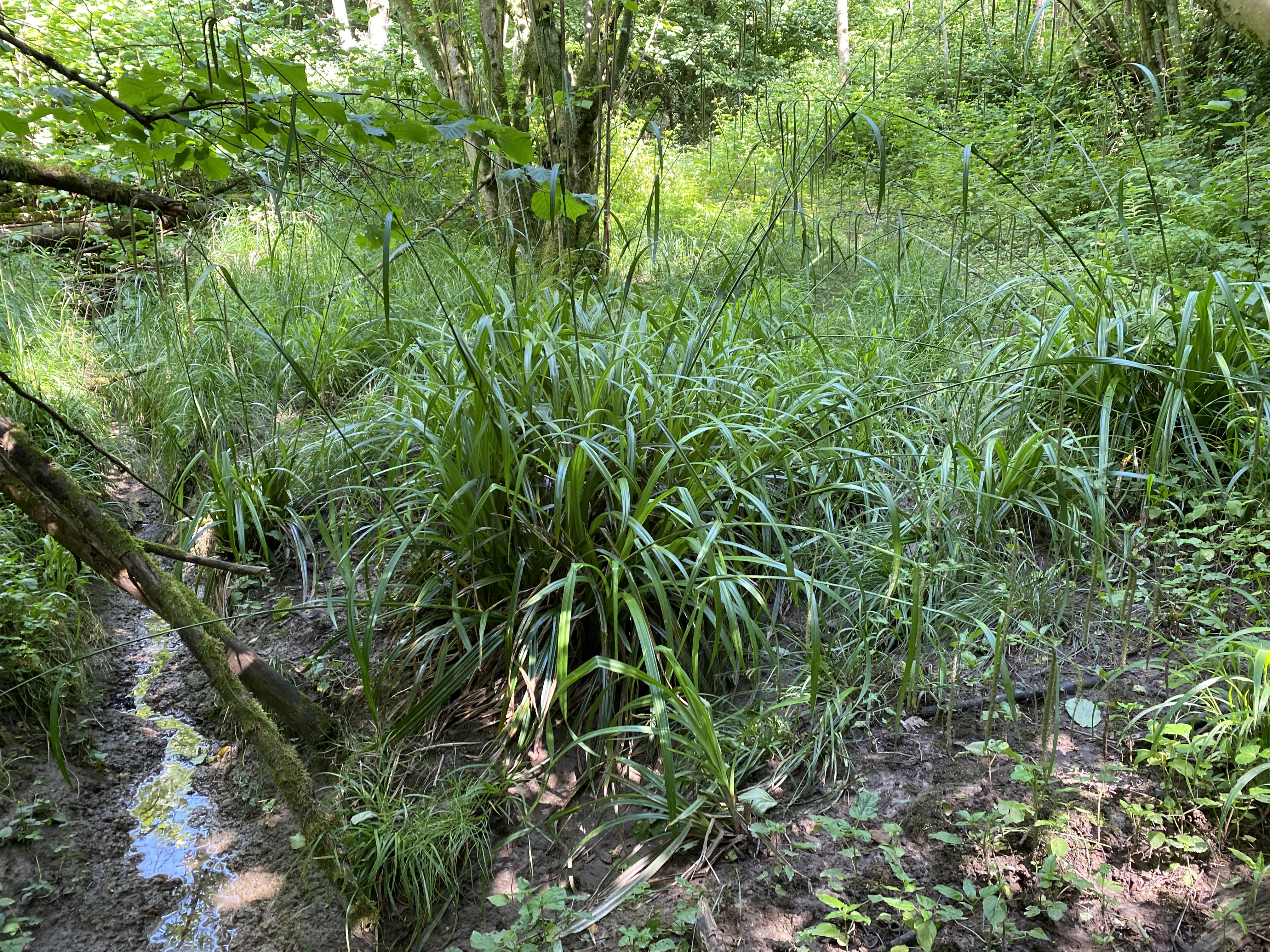
Oberer Simonshofer Bach (Nordteil NSG)
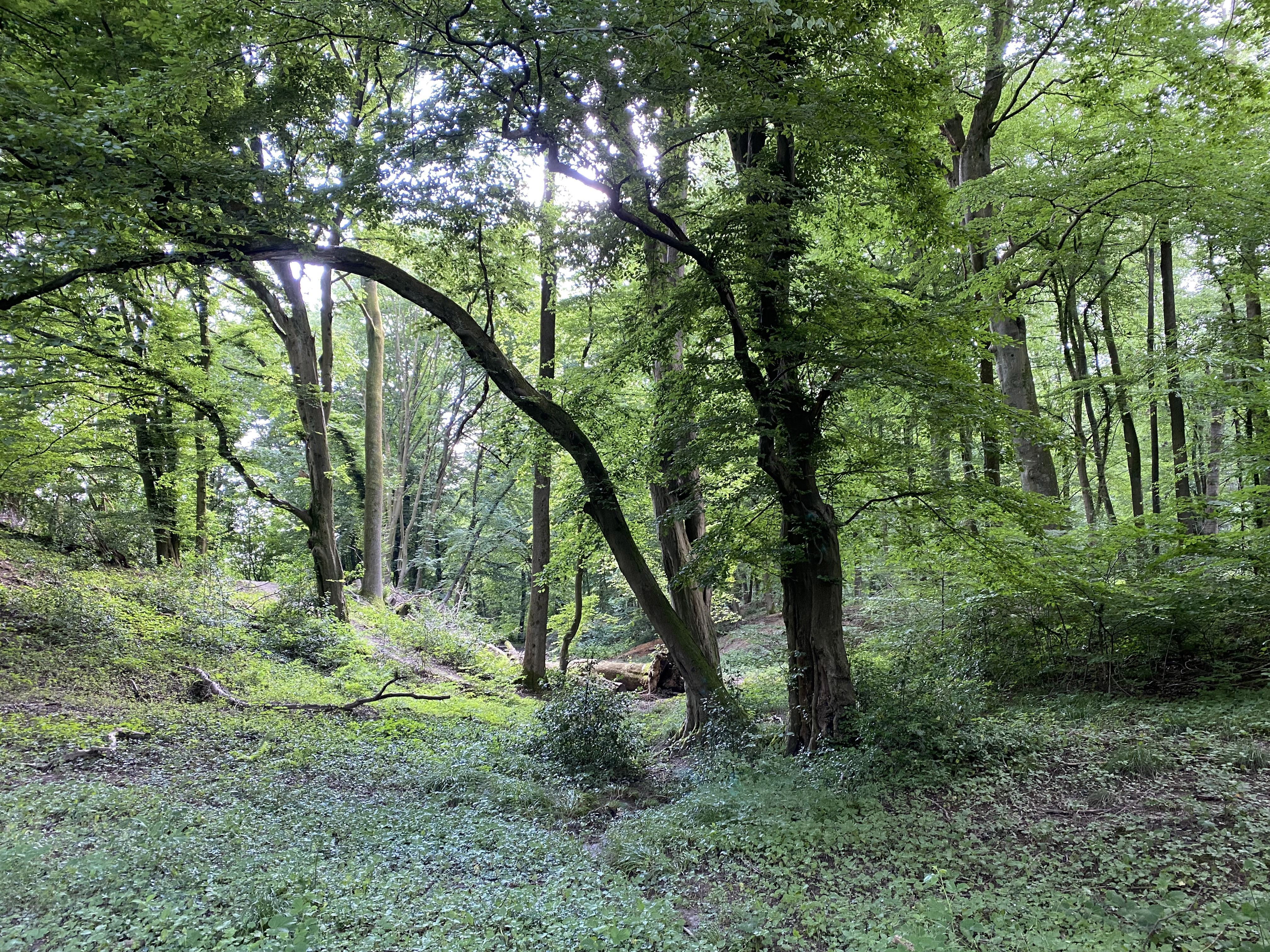
Mittleres Simonshofer Bachtal (westl. Ende des Nordteils NSG)
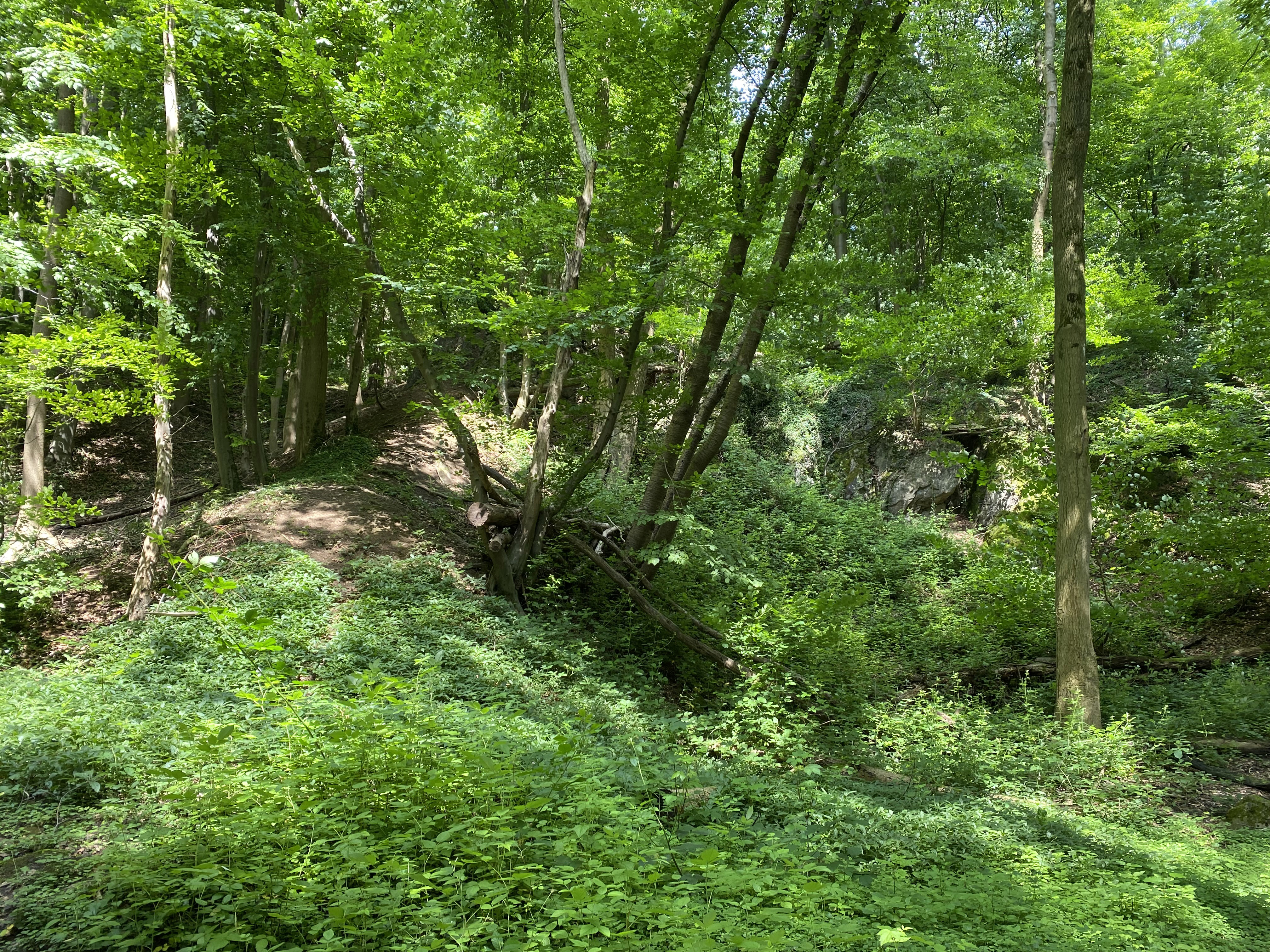
Dolinengelände (Südteil NSG)
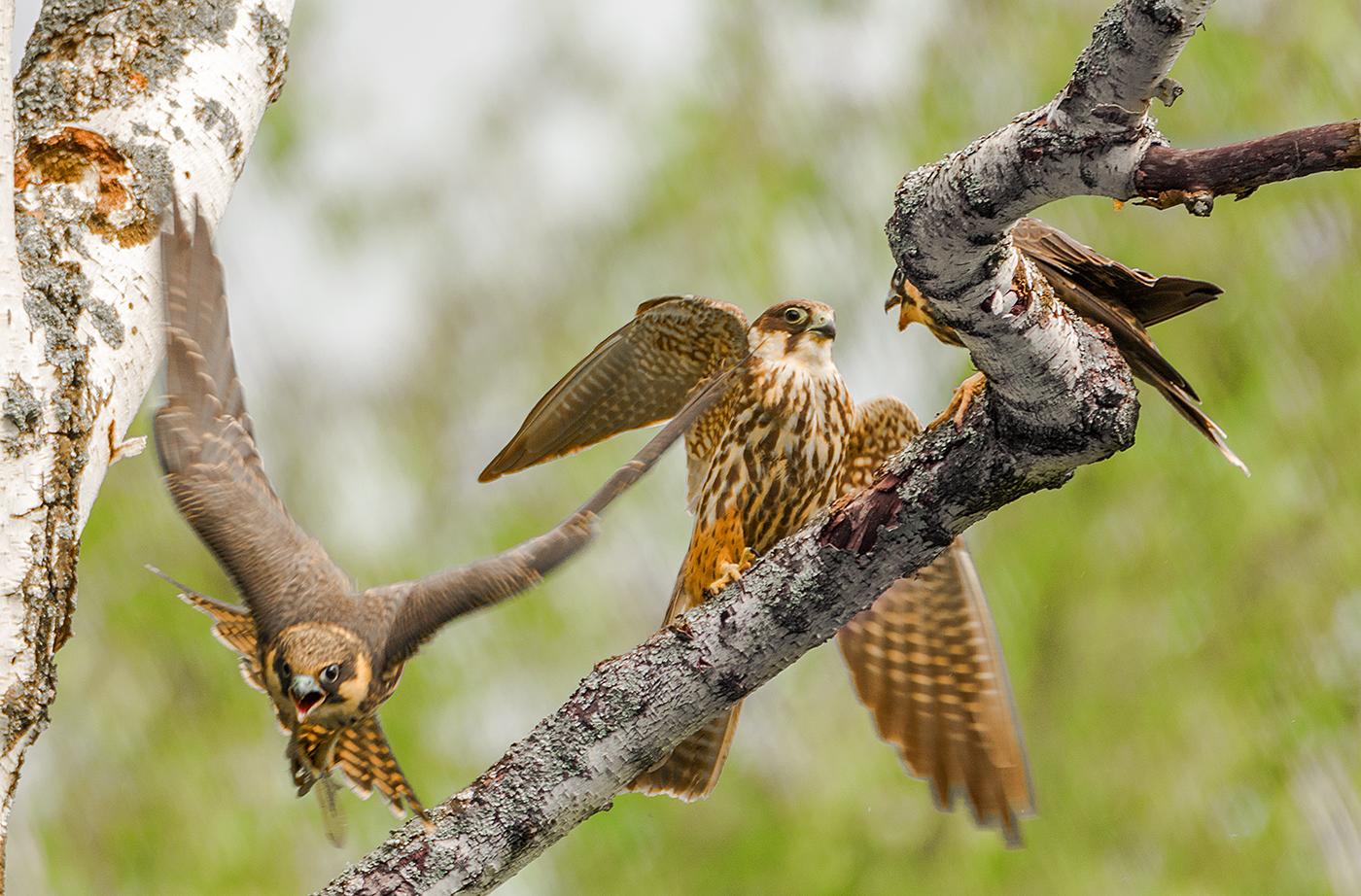
Baumfalkenpaar versorgt den Nachwuchs
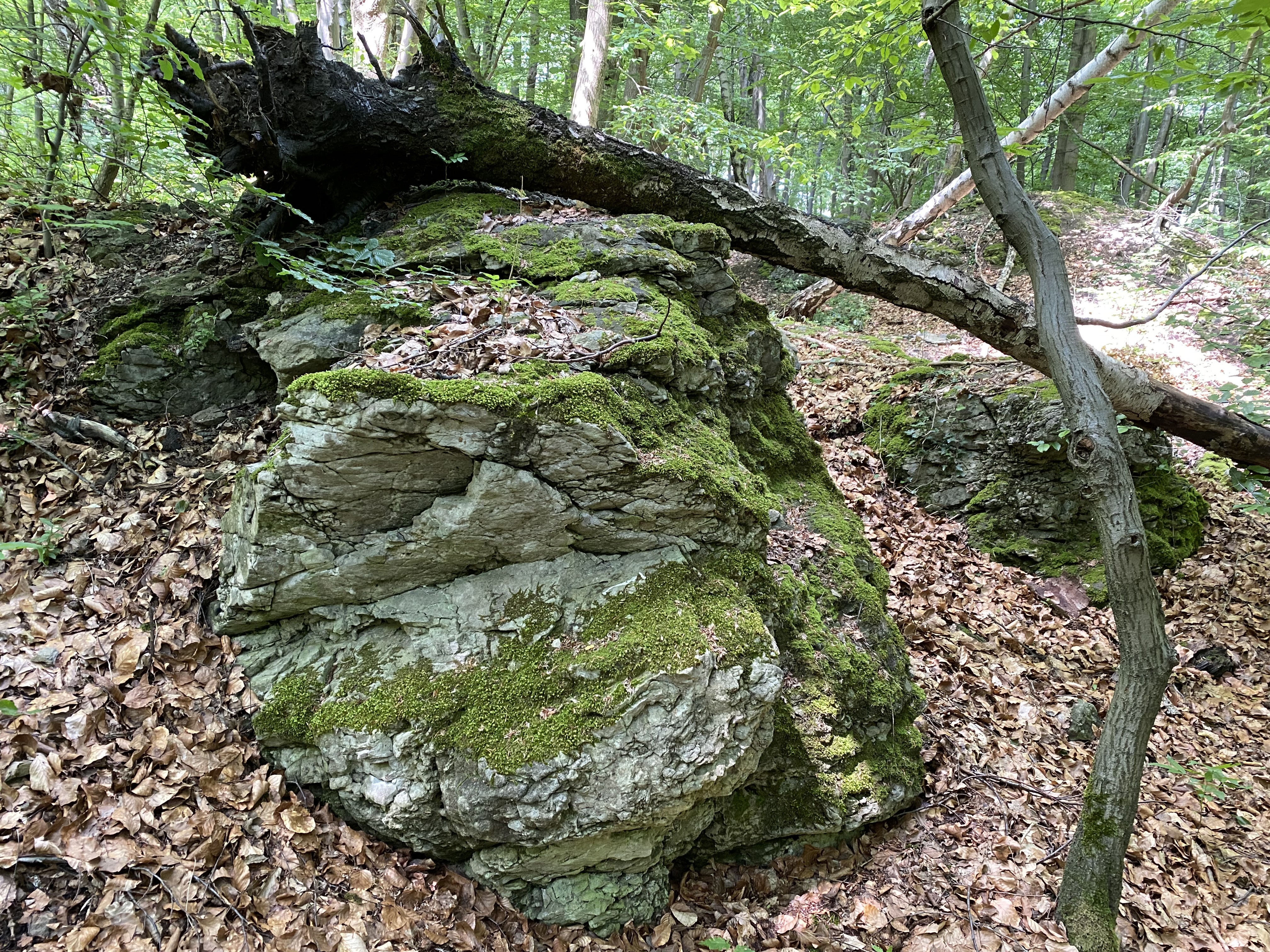
Kalksteinfelsen (Dolinengebiet) (Südteil NSG)
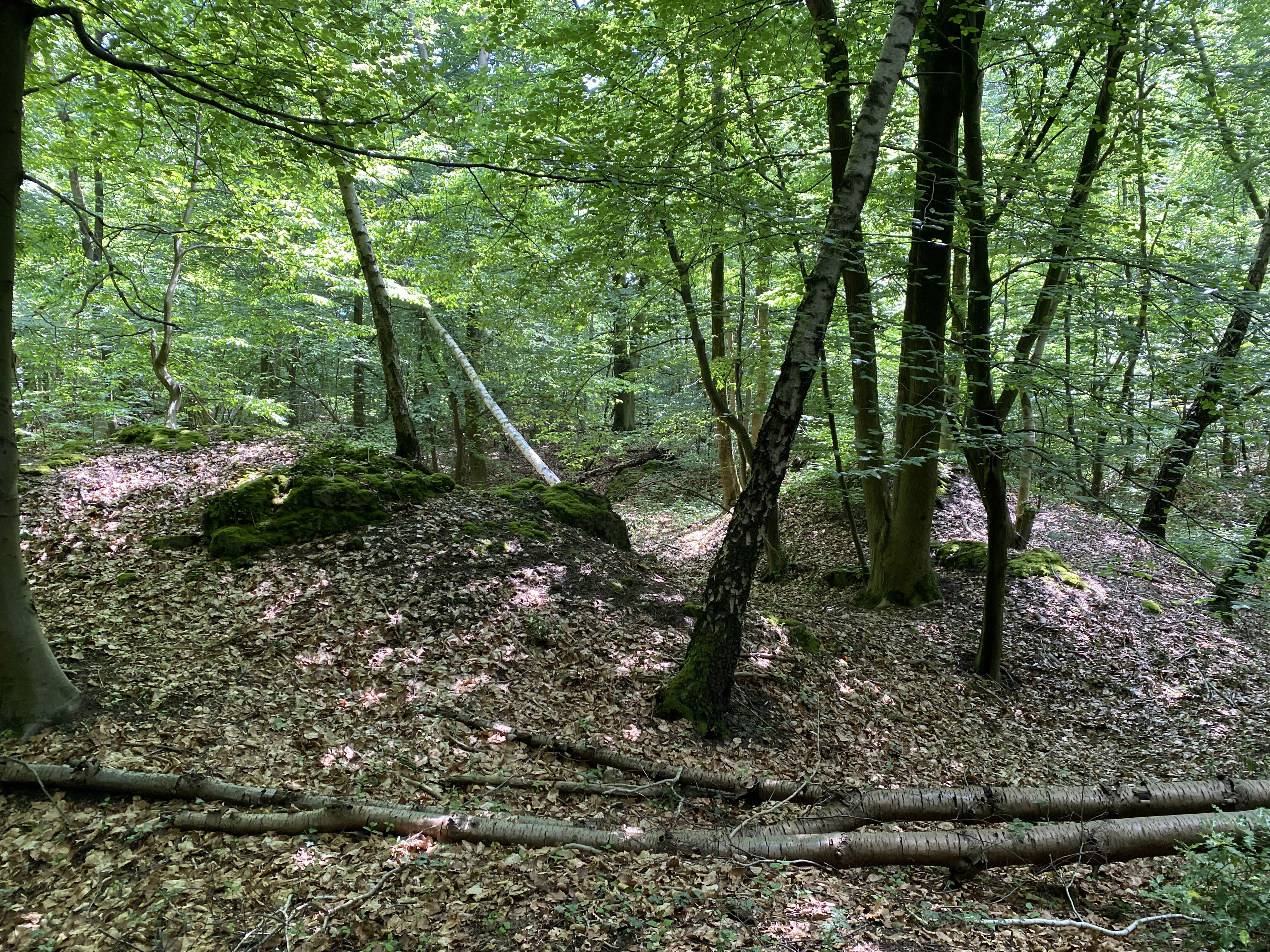
Dolinen-Trichter (Südteil NSG)
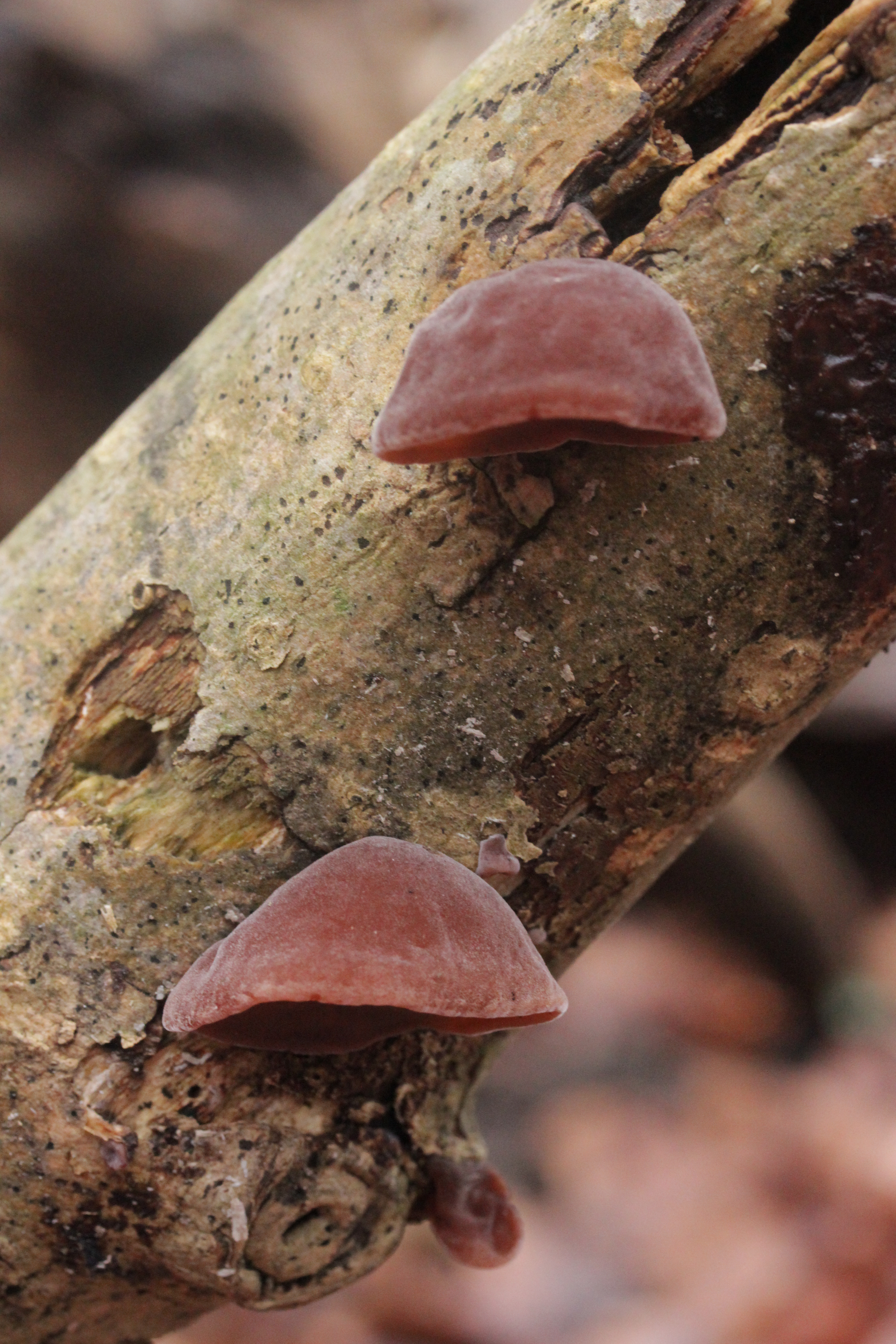
Judasohr (Pilz) liebt totes Holunderholz
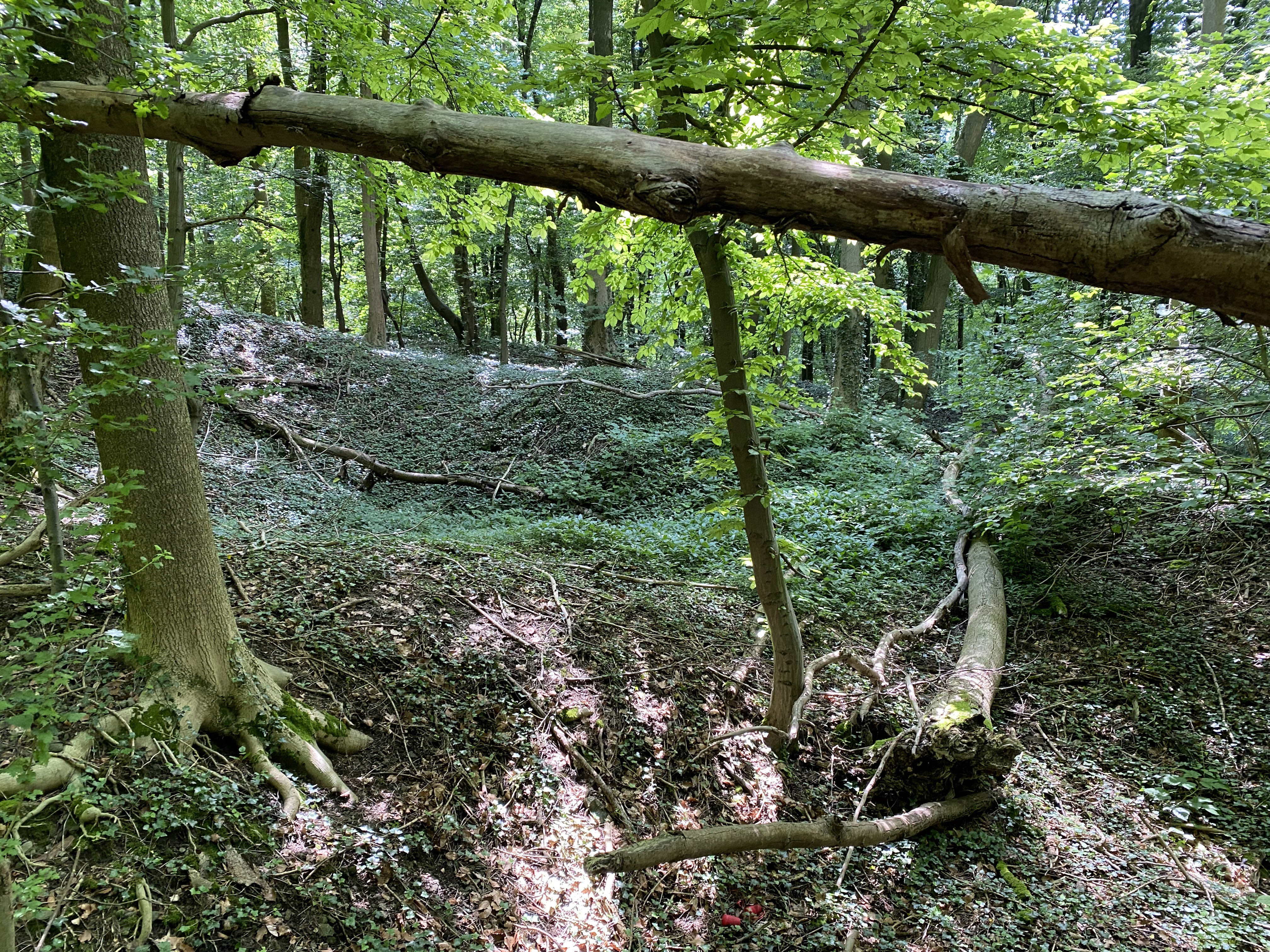
Totholz im Dolinengelände (Südteil NSG)